# Snackbar (film)
Snackbar is een film uit 2012, geregistreerd door documentairemaakster Meral Uslu. De film Snackbar is in een documentaire-stijl gefilmd. De film gaat over een groep Marokkaans-Nederlandse hangjongeren in Rotterdam-Noord die steun vinden bij de Turkse snackbarhouder Ali. 
De vriendengroep bestaande uit Nouredine, Hamza, Mo, Mounir, Farid, Rachid en Chiwawa hangt dagelijks in en rond de snackbar van Ali. Later worden Mounir en Farid uit de groep gezet, die nog wel regelmatig de snackbar bezoeken vanwege hun band met Ali.  
De jongens zorgen tijdens het hangen voor overlast zoals (kleinschalig) drugsdealen, fietsenstelen en confrontaties met het voorbij lopende publiek niet te schuwen. De gladde buurtbewoner en drugsdealer  Heertje, die op de jongens neerkijkt, lijkt het allemaal wél goed voor elkaar te hebben, wat voor vijandigheid zorgt tussen hem en vooral Nouredine, de op het oog leider van de groep.
Op de achtergrond komt Ali in geldproblemen nadat hij verwikkeld raakt met de onderwereld. Dit zorgt voor frictie tussen hem, zijn vrouw en twee puberdochters. Hoewel Ali de jongens ondersteunt waar nodig, zwijgt hijzelf over zijn problemen. Alleen Mo, die in de snackbar werkt, weet van de problemen.

## Opnamelocatie
Als opnamelocatie werd een snackbar in de Insulindestraat in Rotterdam-Noord (Bergpolder) gebruikt.
De film werd bekroond als beste jeugdfilm op het filmfestival van Tallinn in 2012.

## Rolverdeling

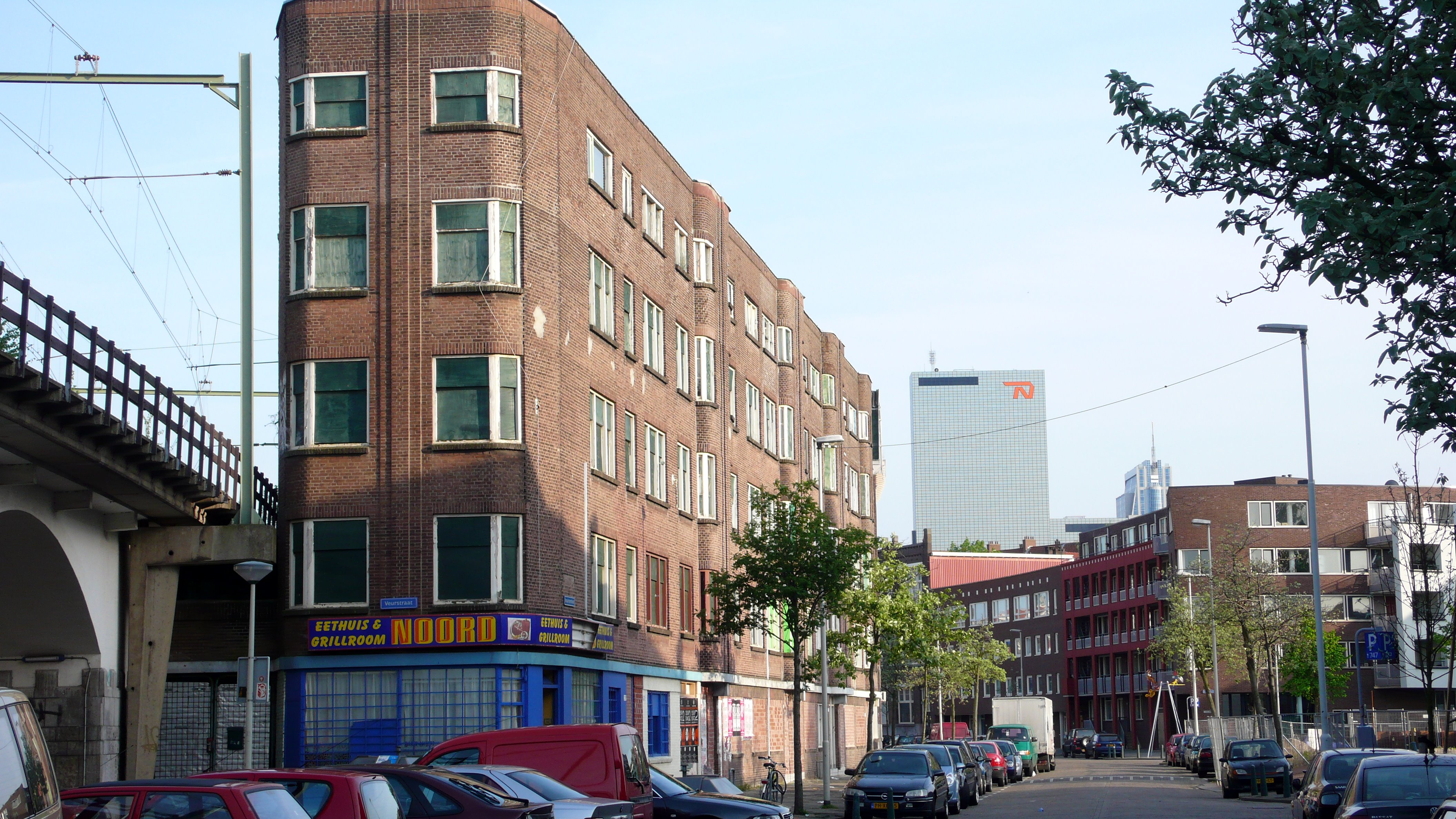
Insulindestraat in Rotterdam-Noord

- Ali Çifteci - Ali
- Ismael El Tarhabi - Farid
- Mamoun Elyounoussi - Hamza
- Chemseddine Amar - Heertje
- Iliass Ojja - Nouredine
- Iliass Addab - Mo
- Aziz Akazim - Chiwawa
- Larbi Ahmed Salah - Mounir
- Anouar Ennali - Rachid
- Nazmiye Oral - Pinar
- Dilara Horuz - Nuray
- Eyup Sahan - bezorger snackbar